# Smilodon populator
Smilodon populator — викопний вид хижих ссавців родини котових підродини махайродових. Вид існував у кінці плейстоцену (1—0,01 млн років тому) у Південній Америці.

## Опис
Вид є найважчим представником родини котячих, що коли-небудь жив. За оцінками дослідників він важив 200—300 кг, а окремі великі екземпляри, ймовірно, і понад 400 кг. Смілодон популятор мав масивний череп та важкі передні ноги. Володів довгими іклами, завдовжки до 30 см, що виступали із верхньої щелепи на зовні на 17 см. Передні кінцівки були відносно довгими, що надавало форму тіла Smilodon populator до сучасних гієн. Тим вид відрізняється від близького виду Smilodon fatalis, що мав форми тіла схожу на сучасних великих кішок. Форма кінцівок виду не призначена для швидкого бігу, а для нападу із засідки. Смілодон популятор мав слабко виражені виличні дуги, це означає, що вид мав слабкий укус, тільки третина від сили укусу лева.
Smilodon populator вимер 10 000 років, коли вимерли більшість великих рослиноїдних ссавців Південної Америки.